# Jurica Jerković
Pour les articles homonymes, voir Jerković.
Jurica Jerković (né le 25 février 1950 à Split et mort le 3 juin 2019 dans la même ville) est un footballeur croate, international yougoslave des années 1970 et 1980.

## Biographie
En tant que milieu offensif, Jurica Jerković fut international yougoslave à quarante-trois reprises (1970-1982) pour six buts inscrits. Il participa à la Coupe du monde de football de 1974, ne participant à aucun des matchs du premier tour, jouant remplaçant les deux matchs suivants (RFA et Pologne) et finit titulaire contre la Suède, lors de l'ultime match du second tour. Il fit tous les matchs de l'Euro 1976 et termina quatrième du tournoi. Enfin, il fit partie des joueurs sélectionnés pour la Coupe du monde de football de 1982, mais ne joua aucun match. De plus, la Yougoslavie fut éliminée au premier tour.
Formé à l'Hajduk Split, il fut prêté une saison, dans l'autre club de la ville, le RNK Split, puis revint dans son club formateur qu'il quitta en 1978. Durant ce laps de temps, il remporta cinq fois la coupe de Yougoslavie et trois fois le championnat yougoslave. Il fut ensuite transféré au FC Zurich pendant sept saisons, remportant un championnat suisse en 1981. Il finit sa carrière dans le club de deuxième division, le FC Lugano, avec qui il termina deuxième en 1987, saison après laquelle, il raccroche les crampons.

## Palmarès
- Coupe de Yougoslavie de football
  - Vainqueur en 1972, en 1973, en 1974, en 1976 et en 1977
- Championnat de Yougoslavie de football

- - Champion en 1971, en 1974 et en 1975
  - Vice-champion en 1976
- Championnat de Suisse de football D2
  - Vice-champion en 1987
- Coupe de Suisse de football
  - Finaliste en 1981
- Championnat de Suisse de football
  - Champion en 1981
  - Vice-champion en 1979